# Hotel Karola Müllera w Ciechocinku
Hotel Karola Müllera w Ciechocinku – hotel w Ciechocinku, szachulcowy, wzniesiony w Parku Zdrojowym w latach 1848–1851 dla Karola Samuela Müllera według projektu Franciszka Tournelle'a, przebudowany w 1878; wpisany do rejestru zabytków w 1987; spłonął 9 września 2008. Ostatecznie został rozebrany w 2015.